# Chaamse Beek
De Chaamse Beek is een kleine waterloop in de Nederlandse provincie Noord-Brabant. De beek mondt na een loop van ongeveer 10 kilometer in de Mark uit bij Ulvenhout.

## Loop
De Chaamse Beek ontspringt iets ten zuiden van de Oude Bredasebaan bij Houtgoor, daarna stroomt de beek onder de weg en loopt verder in noordwestelijke richting, maar blijft wel ten zuiden van Ginderdoor. De Chaamse Beek stroomt verder naar het Chaamse Beekdal, aan het einde van het Beekdal stroomt hij door de Chaamse bossen. De beek doorkruist het natuurgebied Chaamse Beken en loopt langs de landgoederen Hondsdonk en Valkenberg en tussen Couwelaar en Geersbroek. Daarna stroomt de waterloop onder de A58 en stroomt het beekje door Ulvenhout. Als de beek Ulvenhout heeft verlaten, mondt hij uit in de Mark in het Markdal.

## Geografie
De kernen aan de Chaamse Beek zijn: Houtgoor, Ginderdoor, Couwelaar, Geersbroek en Ulvenhout.

## Zijriviertjes
De Chaamse Beek heeft een groot stelsel van beekjes in haar stroomgebied. meeste stromen de Chaamse beek in als de beek meandert door de Chaamse Bossen en het natuurgebied Chaamse Beken. Dit zijn de belangrijkste zijriviertjes:
- Groote of Roode Beek
- Groote Heikantsche Beek

Verder stromen er wat greppels en sloten de beek in.